# Picea torano
Picea torano (ялина тигрохвоста, яп. ハリモミ, hari-momi, bara-momi torano-momi) — вид роду ялина родини соснових. Епітет torano — одна з загальноприйнятих назв цього дерева в Японії.

## Поширення, екологія
Країни проживання: Японія (Хонсю, Кюсю, Сікоку). Зустрічається в (низьких) горах на висоті від 400 до 1500 м над рівнем моря, майже завжди на підзолистих ґрунтах молодих вулканічних порід, таких як потоки лави і туфи. Клімат прохолодний, вологий морський, річна кількість опадів перевищує 1000 мм, зима холодна і сніжна, особливо на височинах. Змішується з Abies homolepis, Larix kaempferi, Pinus densiflora та / або широколистяними деревами, наприклад Betula, Fagus, Acer, Quercus mongolica var. grosseserrata, Prunus maximowiczii, Zelkova serrata.

## Опис

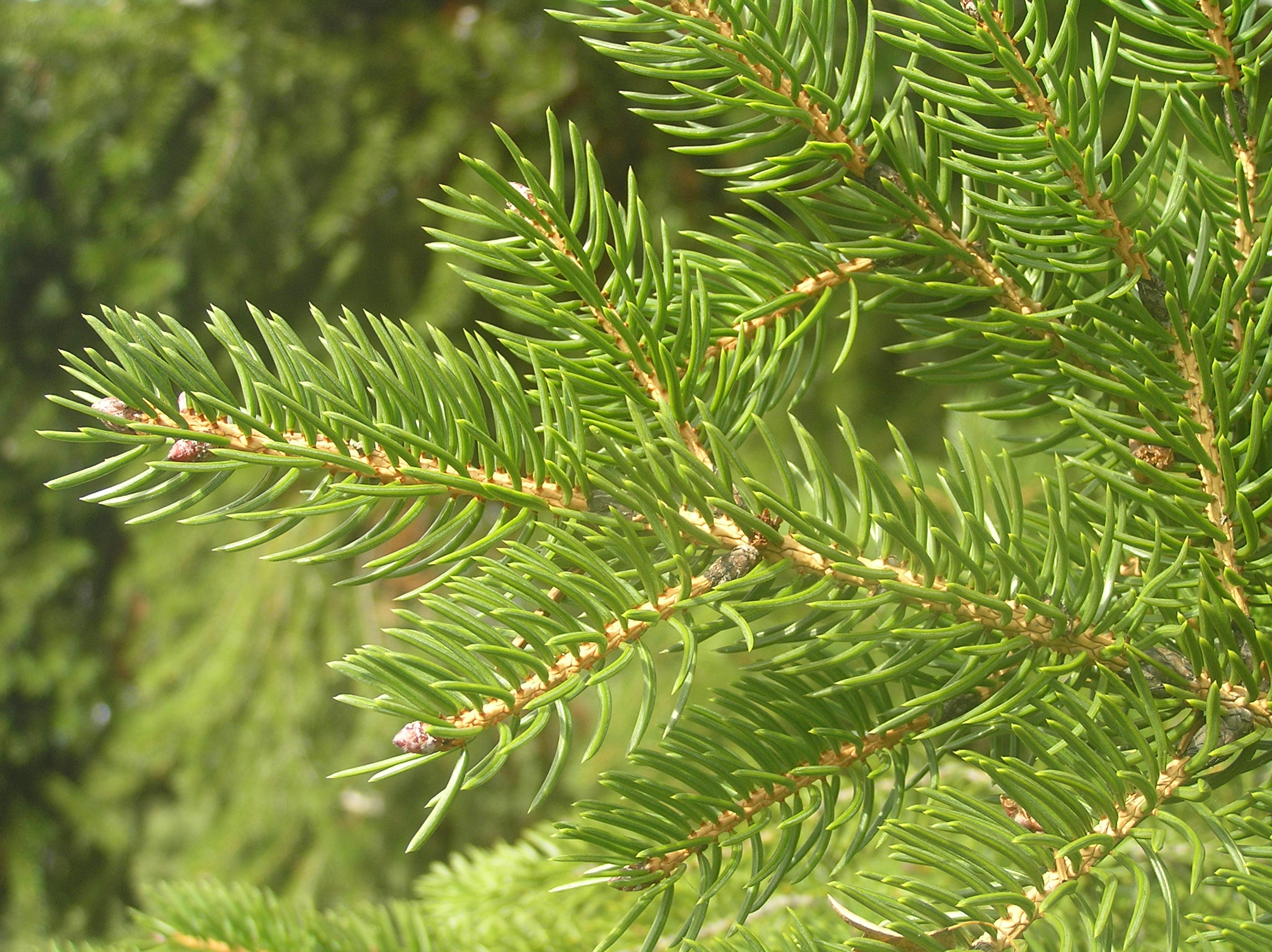
Пагін

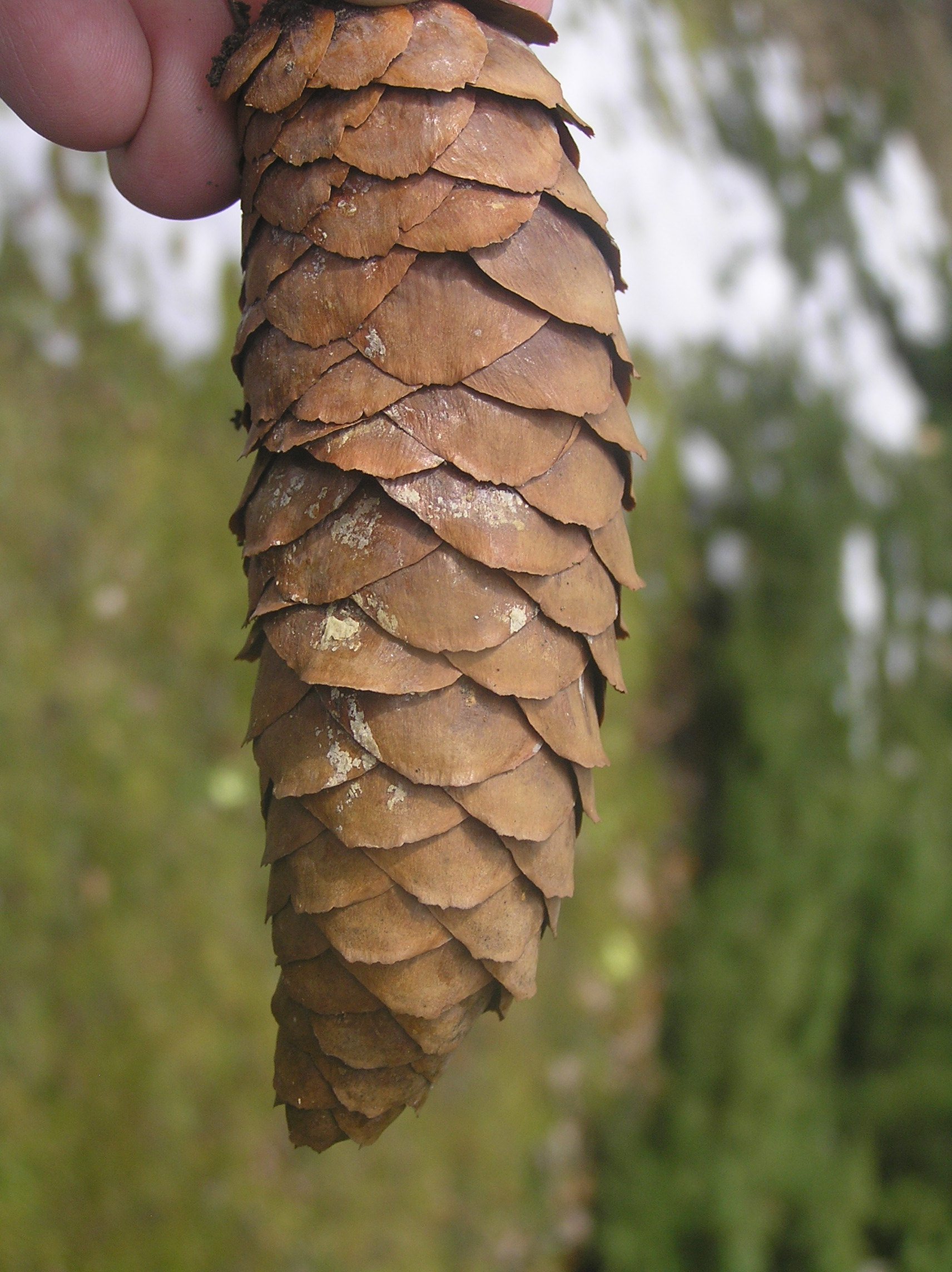
Шишка

Однодомне, вічнозелене дерево до 35 м у висоту і 100 см діаметром на рівні грудей. Кора сіро-коричнева, полущена. Голки жорсткі, загострені, лінійні, довжиною 15–20 мм і ≈ 2,5 мм в поперечнику, темно-зелені. Квітне з травня по червень. Пилкові шишки циліндричні, червоно-фіолетові. Насіннєві шишки довгасто-яйцеподібні, спочатку зелені, дозрівши (у жовтні) коричневі, 7–10 см завдовжки, 4–4,5 см в поперечнику. Насіння чорно-буре, обернено-яйцювате, ≈ 6 мм у довжину, шириною 3 мм; крила бурі, обернено-яйцюваті довжиною ≈ 13 мм, 7 мм завширшки.

## Використання
Тигрохвоста ялина рідкісна й росте у важкодоступних місцях, тому не є важливим джерелом деревини. У Японії це популярне дерево, яке використовується в садах і парках. Залишається рідкісним деревом у садах і дендраріях в Європі і ще рідше в інших місцях за межами Японії.

## Загрози та охорона
Великі популяції цього виду були вичерпані і замінені іншими видами, але він зараз поширений і зустрічається також у змішаних хвойних / широколистяних лісах від центральної частини Хонсю до півдня. Одна субпопуляція знаходиться в межах території, що охороняється.